# Bar Paly

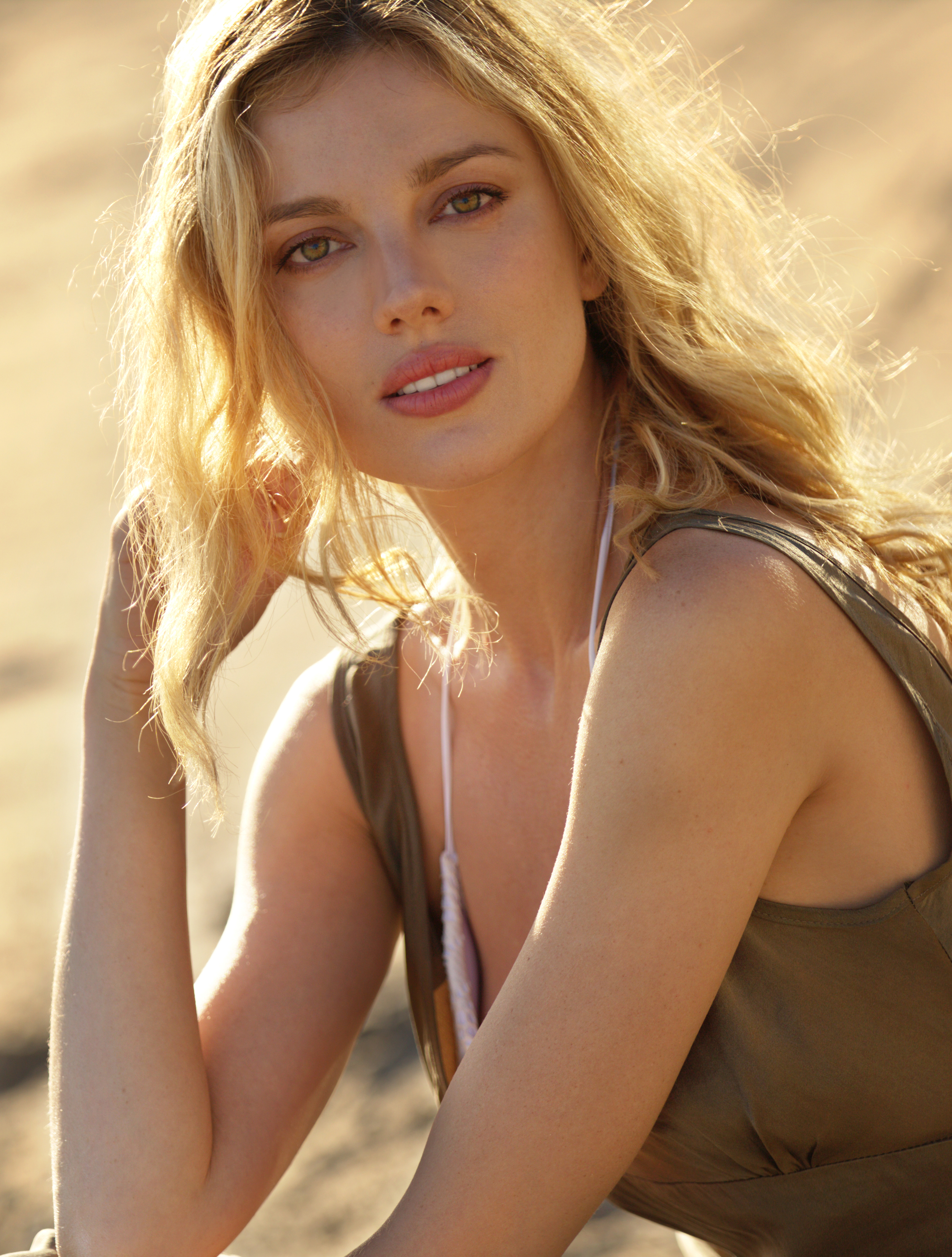
Bar Paly

Bar Paly (hebräisch בר פאלי; * 29. April 1985 in Nischni Tagil, Russische SFSR, Sowjetunion), geboren als Varvara Alexandrovna Paley (russisch Варвара Палей) ist ein israelisch-US-amerikanisches Model und Schauspielerin.

## Leben
Bar Paly ist die Tochter von Olga (geborene Dnrob) und Alexander Paley und wurde in Nischni Tagil im Uralgebirge in der Russischen SFSR geboren. Als Paly sieben Jahre alt war, emigrierte ihre jüdischstämmige Familie nach Tel Aviv, Israel. Sie ist mit dem kanadischen Regisseur und Drehbuchautor Ian Kessner verheiratet. Seit 2016 hat sie auch die US-amerikanische Staatsangehörigkeit. Paly lebt in Los Angeles.

## Karriere
Der Schauspielunterricht an der Aleph High School of the Arts in Tel Aviv erlaubte ihr erste Bühnenerfahrungen in klassischen Aufführungen. Bar Paly begann ihre Karriere als Model in Israel. Mit 17 Jahren zog sie von Israel nach Mailand, um dort von einer weiteren Agentur verpflichtet zu werden. Kurz darauf zog Paly jedoch nach Berlin. 2003 kamen auch die ersten Schauspieltätigkeiten hinzu.
Sie hatte Rollen in Fernsehserien wie CSI: NY und How I Met Your Mother. 2008 spielte sie neben Stana Katić, Tom Berenger, William Forsythe, Kelly Hu und Amanda Brooks im Action-Krimifilm Stiletto die Rolle der Staysa. 2011 spielte sie neben Costas Mandylor im Horrorfilm Hyenas die Rolle der Luna.
2013 spielte Paly die Rolle der Maria Carla in Roman Coppolas Comedyfilm Charlies Welt – Wirklich nichts ist wirklich und die Rolle der Sorina Luminita in Michael Bays Pain & Gain an der Seite von Mark Wahlberg und Dwayne Johnson.

## Filmografie (Auswahl)
- 2003: Zehirut Matzlema (Fernsehfilm)
- 2003: Ahava Me’ever Lapina (Fernsehserie, eine Episode)
- 2006: Filthy Gorgeous (Fernsehfilm)
- 2007: CSI: NY (Fernsehserie, eine Episode)
- 2008: Unhitched (Fernsehserie, eine Episode)
- 2008: Ruinen (The Ruins)
- 2008: Stiletto
- 2008: The Starter Wife – Alles auf Anfang (The Starter Wife, Fernsehserie, fünf Episoden)
- 2010: How I Met Your Mother (Fernsehserie, eine Episode)
- 2011: Hyenas
- 2012: Game Shop (Fernsehserie, eine Episode)
- 2012: Underemployed (Fernsehserie, zwei Episoden)
- 2012: Charlies Welt – Wirklich nichts ist wirklich (A Glimpse Inside the Mind of Charles Swan III)
- 2013: Pain & Gain
- 2014: Non-Stop
- 2014: Million Dollar Arm
- 2015: Street Level
- 2015: Parental Indiscretion (Fernsehserie, eine Episode)
- 2015–2023: Navy CIS: L.A. (Fernsehserie, 33 Episoden)
- 2016: Urge: Rausch ohne Limit (Urge)
- 2016: Lost Girls (Kurzfilm)
- 2016–2017: Jean-Claude Van Johnson (Fernsehserie, sechs Episoden)
- 2017: Training Day (Fernsehserie, eine Episode)
- 2017–2018: Legends of Tomorrow (Fernsehserie, zwei Episoden)
- 2017: Bosch (Fernsehserie, eine Episode)
- 2018: iZombie (Fernsehserie, eine Episode)
- 2019: Against the Clock